# ریتا مای براون
ریتا مای براون (انگلیسی: Rita Mae Brown؛ زادهٔ ۲۸ نوامبر ۱۹۴۴) یک فیلم‌نامه‌نویس، شاعر، و ورزشکار چوگان اهل ایالات متحده آمریکا است.